# هیدروکربن آروماتیک چندحلقه‌ای
هیدروکربن آروماتیک چندحلقه‌ای (به انگلیسی: Polycyclic aromatic hydrocarbon) که به‌طور مختصر با (PAH) نیز نشان داده می‌شوند، به دسته‌ای از هیدروکربن‌های آروماتیک گفته می‌شود که شامل دو یا بیش از دو حلقه بنزنی تشکیل شده باشد. در زیر چند نمونه از این دسته ترکیبات آلی نشان داده شده است: در ساختار این ترکیب‌ها چند اتم کربن وجود دارند که مشترک‌اند. همچنین این ترکیب‌های چند حلقه‌ای آروماتیک، بسیاری از خواص شیمیایی بنزن را نشان می‌دهند. این ترکیب‌ها از قاعده هوکل پیروی کرده و مفهوم آروماتیک در مورد آن‌ها صادق می‌باشند. به نظر می‌رسد غیرمستقر بودن حلقوی در هر یک از حلقه‌های بنزن به تنهایی، با وجود اینکه باید حداقل یک پیوند π مشترک داشته باشند، دستخوش دگرگونی قابل توجهی نمی‌شود. واکنش‌های استخلافی الکترون دوستی در این ترکیب‌ها نیز رخ می‌دهد. به‌طور مثال در مورد مولکول نفتالین، واکنش‌های استخلافی الکترون دوستی می‌تواند در دو موقعیت صورت گیرد. البته ترکیب‌های پلی‌سیکلیک به اندازه بنزن پایدار نیستند و تحت شرایط ملایم‌تری نیز وارد واکنش می‌شوند.

## مثال
در زیر چند نمونه از این ترکیبات را می‌بینیم

نمونه‌هایی از هیدروکربن آروماتیک چندحلقه‌ای
آنتراسن
فنانترن
تتراسن
کریزین
تری‌فنیلن
پیرن (ترکیب آلی)
پنتاسن
Benzo[a]pyrene
کورانولن
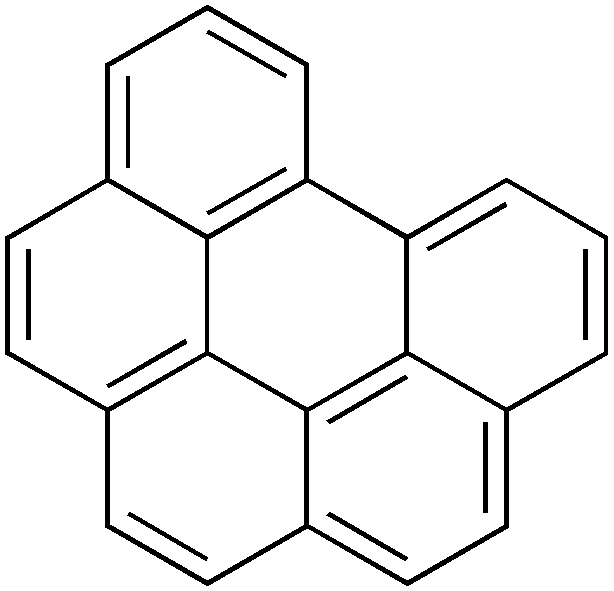
Benzo[ghi]perylene
کرونن
اووالن